# Tour de Corea
El Tour de Corea és una cursa ciclista per etapes que es disputa anualment a Corea del Sud des del 2000. La cursa forma part de l'UCI Asia Tour des de la creació dels Circuits Continentals UCI el 2005, en la categoria 2.2.
L'edició del 2008 es va anomenar Tour de Corea-Japó, perquè dues etapes es van disputar al país nipó. La pandèmia de COVID-19 obligà a la suspensió de les edicions del 2020 a 2022.

## Palmarès
| Any                | Vencedor          | Segon               | Tercer                          |
| ------------------ | ----------------- | ------------------- | ------------------------------- |
| Tour de Corea      |                   |                     |                                 |
| 2000               | Mikhail Teteriouk | Valery Titov        | Chun Dae-hong                   |
| 2001               | Chun Dae-hong     | Tomoya Kanō         | Akira Kakinuma                  |
| 2002               | Tang Xuezhong     | Serguei Tretiakov   | Abbas Saeidi Tanha              |
| 2003               | Glen Chadwick     | Michael Carter      | Brett Aitken                    |
| 2004               | Cory Lange        | Shinri Suzuki       | Karl Menzies                    |
| 2005               | David McCann      | Stuart Shaw         | Eddy Hollands                   |
| 2006               | Tobias Erler      | Oh Se-yong          | Ruslan Karimov                  |
| 2007               | Park Sung-baek    | Shinichi Fukushima  | Hannes Blank                    |
| Tour de Corea-Japó |                   |                     |                                 |
| 2008               | Serguei Lagutin   | Erik Hoffmann       | Christoph Meschenmoser          |
| Tour de Corea      |                   |                     |                                 |
| 2009               | Roger Beuchat     | Jai Crawford        | Timothy Roe                     |
| 2010               | Michael Friedman  | Jesse Anthony       | Taiji Nishitani                 |
| 2011               | Choi Ki Ho        | Markus Eibegger     | William Dugan                   |
| 2012               | Park Sung-baek    | Alex Candelario     | Maximiliano Richeze Araquistain |
| 2013               | Michael Cuming    | Cheung King Lok     | Constantino Zaballa Gutiérrez   |
| 2014               | Hugh Carthy       | Choe Hyeong-min     | Jack Haig                       |
| 2015               | Caleb Ewan        | Patrick Bevin       | Adam Blythe                     |
| 2016               | Grega Bole        | Javier Megías Leal  | Gong Hyo-suk                    |
| 2017               | Min Kyeong-ho     | Edwin Ávila Vanegas | Ievgueni Guiditx                |
| 2018               | Serghei Țvetcov   | Stepan Astafyev     | Matteo Busato                   |
| 2019               | Filippo Zaccanti  | Benjamin Perry      | Raymond Kreder                  |